# Valdov (Vyšší Brod)
Valdov (německy Waldau) je zaniklá osada jihozápadně od Studánek u Vyššího Brodu v okrese Český Krumlov.

## Název

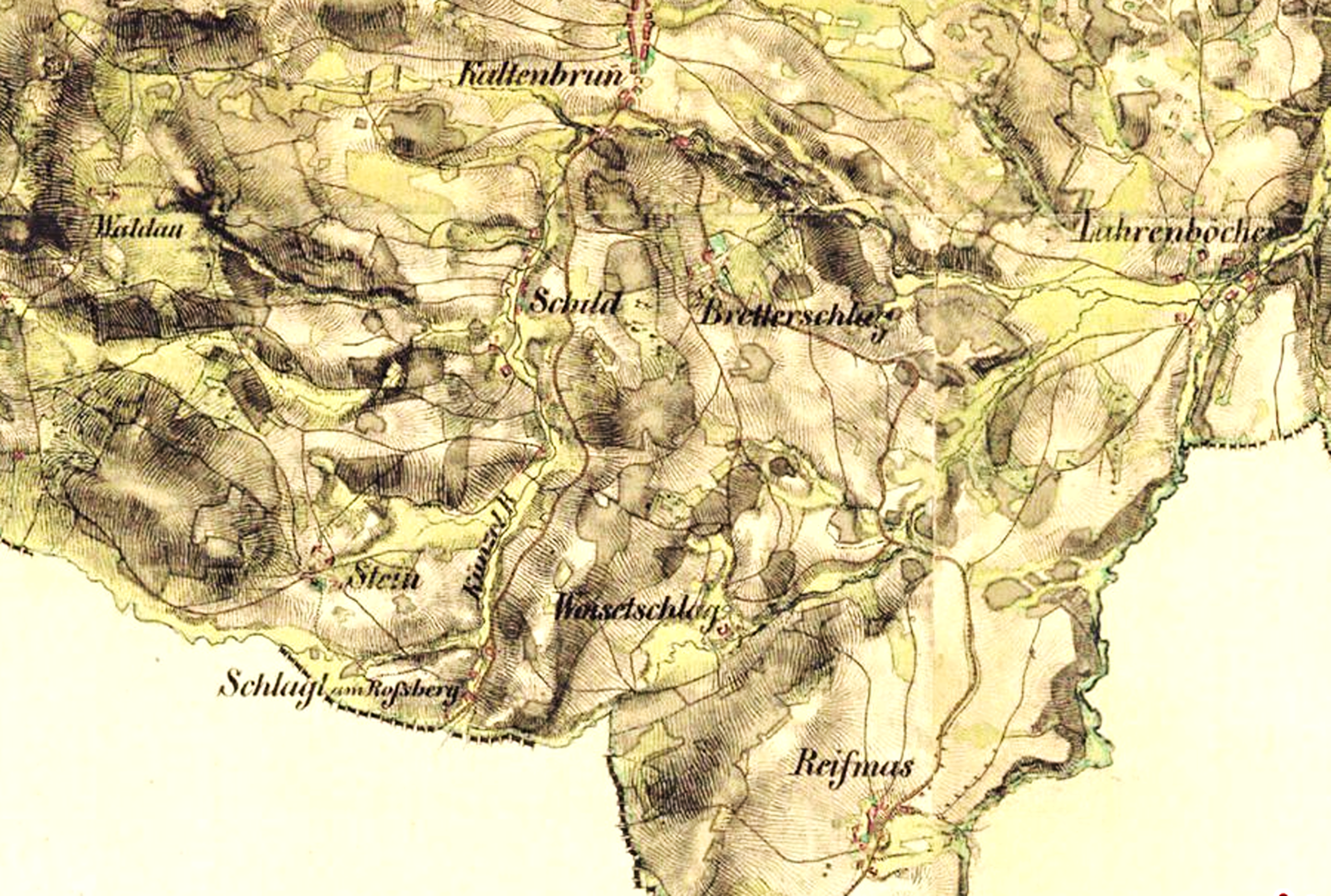
Valdov, ležící západně od Studánek, na mapě z poloviny 19. století

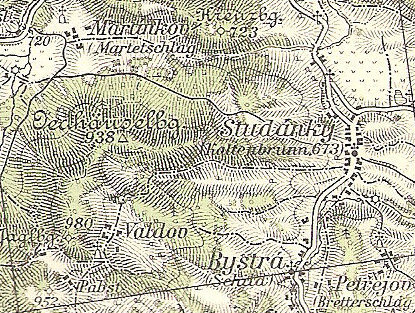
Valdov na historické mapě (1929)

Název osady byl odvozen ze středněhornoněmeckého slova Waldouwe ve významu lesní niva nebo lesní luh. V historických pramenech se název objevuje ve tvarech: in Waldawe (1293), Watnaw (1379), Boldau (okolo roku 1400), Woldaw (1530, 1588) a Woldau (1654, 1720, 1789).

## Historie
První písemná zmínka o osadě pochází z roku 1293. V letech 1869–1930 byla vesnice při sčítání lidu osadou obce Studánky. Po druhé světové válce osada zanikla.

## Přírodní poměry
Osada stávala ve východní části Šumavy na východním úbočí Jezevčího vrchu v nadmořské výšce okolo 890 metrů. Pozůstatky osady se nachází v katastrálním území Studánky u Vyššího Brodu o rozloze 15,56 km².

## Obyvatelstvo
|           | 1869 | 1880 | 1890 | 1900 | 1910 | 1921 | 1930 | 1950 |
| --------- | ---- | ---- | ---- | ---- | ---- | ---- | ---- | ---- |
| Obyvatelé | 65   | 38   | 37   | 58   | 46   | 41   | 52   | 9    |
| Domy      | 10   | 10   | 10   | 9    | 9    | 8    | 8    | 1    |